# 洁原梭螺
洁原梭螺（学名：Primovula concinna）为梭螺科原梭螺属的动物。分布于日本、菲律宾、巴布亚新几内亚、新喀里多尼亚、澳大利亚、台湾岛以及中国大陆的福建、广东、西沙群岛等地，多见于水深378英尺。该物种的模式产地在菲律宾的卡普尔岛。